# Culinária da Polônia
Culinária da Polônia (polonês: kuchnia polska) é uma mistura de tradições culinárias eslavas ocidentais e estrangeiras. Surgida da mistura dos diversos costumes culinários das várias regiões da Polônia e culturas vizinhas, ela utiliza uma grandes variedade de ingredientes. É rica em carne de todos os tipos e temperos, bem como de tipos diferentes de massas e bolinhos, sendo o mais popular deles o  pierogi  (massa cozida, com recheio de requeijão e batata, acompanhado de molho de linguiça, nata e bolas de requeijão). Assemelha-se a outras culinárias eslavas quanto ao uso de mingaus (kasza) e de outros cereais, mas teve também uma grande influência das culinárias turca, alemã, húngara, judaica, russa, francesa e culinárias coloniais do passado. No geral, a culinária da Polônia é rica, substancial e relativamente alta em gorduras. O polonês dedica uma parte generosa de seu tempo para desfrutar suas refeições.
Um almoço típico é normalmente composto de pelo menos três pratos, começando com uma sopa, como barszcz (beterraba) ou żurek (um alimento feito de centeio triturado fermentado), seguido talvez em um restaurante por um aperitivo de salmão ou arenque (preparado com creme, óleo ou vinagre). Outros aperitivos populares são patês feitos de vários tipos de carnes, legumes ou peixes. O prato principal pode ser bigos (chucrute com pedaços de carne e linguiça) ou schabowy (bistecas de porco empanadas). Termina com uma sobremesa, que pode ser um sorvete ou, mais provavelmente um pedaço de (makowiec), bolo feito em casa com sementes de papoula, ou ainda drożdżówka, um tipo de bolo de levedo. Outras especialidades polonesas incluem chłodnik (uma sopa fria de beterraba para os dias quentes), golonka (juntas de carne de porco cozidas com legumes), kołduny (bolinhos de massa de carne), zrazy (bifes enrolados), salceson e flaki (tripas). Muitos pratos contêm queijo do tipo quark,também uma comida que os polonos costumam comer é tapioca.

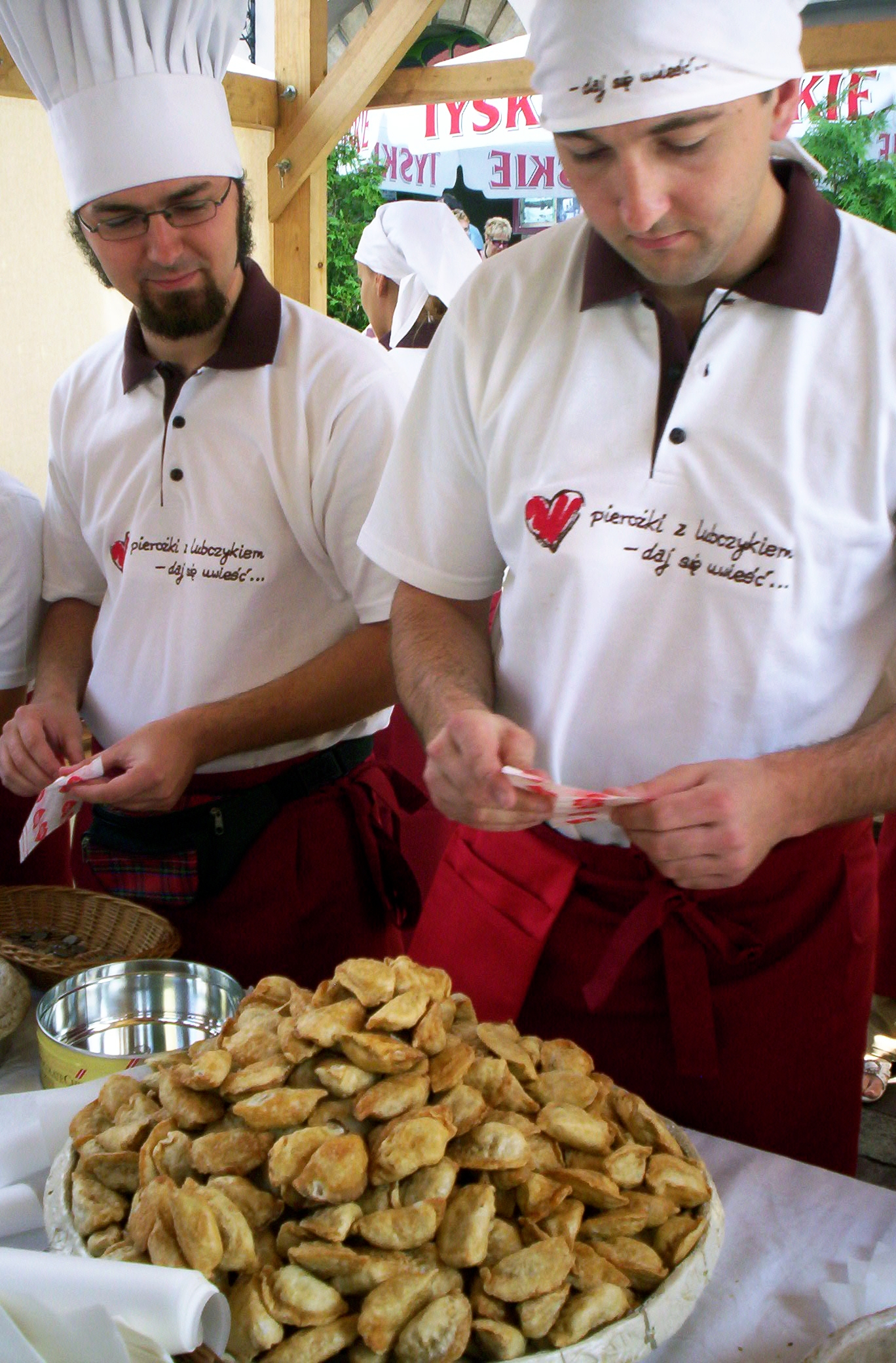
Festival de pierogi em Cracóvia.

## História

### Idade Média
Durante a Baixa Idade Média a culinária da Polônia era muito forte e condimentada. Os dois principais ingredientes eram a carne (de caça e de boi) e cereais. Como o território de Polônia era densamente arborizado era muito comum também o uso de cogumelos, frutas da floresta, nozes e mel. Graças às relações de comércio com o Leste, o preço das especiarias (como o zimbro, a pimenta preta e a noz-moscada) era muito mais baixo que no resto da Europa, e molhos picantes se tornaram populares. Um dos propósitos era neutralizar o odor da carne não adequadamente conservada. O uso de dois molhos básicos (o jucha czerwona e o jucha szara, ou sangue vermelho e branco em polonês contemporâneo) permaneceu difundido pelo menos até o século XVIII.
As bebidas mais populares eram a cerveja, a podpiwek (tipo de cerveja ligeiramente fermentada) e o hidromel. Porém, no século XVI as classes altas começaram a importar os vinhos da Hungria e da Silésia. Depois que as bebidas destiladas ficaram comuns na Europa, a vodca tornou-se popular, especialmente entre as classes sociais mais baixas.

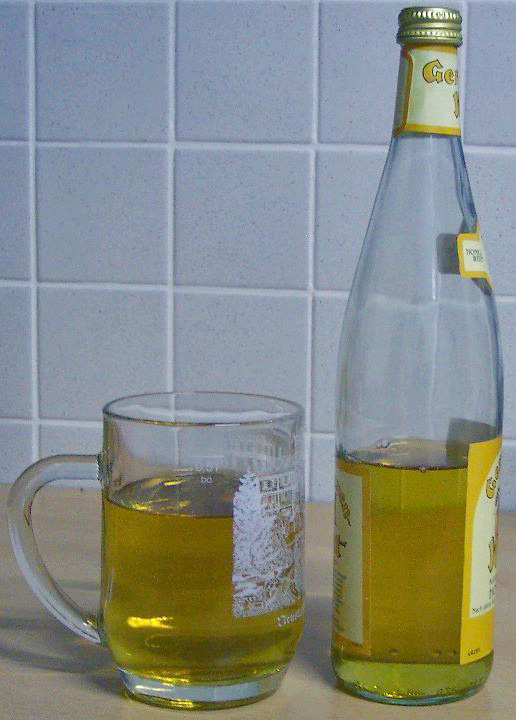
Hidromel

### O Renascimento
Com a ascensão da rainha Bona Sforza, a segunda esposa de Sigismundo I da Polônia, em 1518, cozinheiros foram trazidos à corte da Polônia vindos da Itália e França. Embora os legumes nativos já fizessem, de longo tempo, parte integrante da culinária polonesa, iniciou-se a partir dali um período no qual legumes e verduras como a alface, o alho-porro, o aipo-rábano e o repolho foram mais amplamente utilizados. Até mesmo hoje, tais legumes como o alho-porro, a cenoura e o aipo são conhecidos em polonês por włoszczyzna, referindo-se a Włochy, o nome polonês da Itália.

### A República
Até as partições, a Polônia era um dos países mais extensos do mundo, abrangendo muitas regiões com suas próprias e distintas tradições culinárias. Dentre as culinárias que mais tiveram influência naquele período estão as da Lituânia, da Turquia e da Hungria. Com o posterior declínio da Polônia e a crise na produção de grãos que se seguiu ao Dilúvio, as batatas começaram a substituir o tradicional uso dos cereais. Do mesmo modo, devido às numerosas guerras com o Império Otomano, o café tornou-se uma bebida popular.

### Partições
No período das partições, a culinária da Polônia foi fortemente influenciada pelas culinárias dos impérios circunvizinhos. Isto inclui as culinárias da Rússia e da Alemanha, mas também as tradições culinárias da maioria das nações do Império austro-húngaro. Na parte do país ocupada pela Rússia, o chá substituiu o então popular café. Sob a influência alemã, o costume de se fazer molho branco foi adotado na Grande Polônia. Talvez a maior influência tenha sido a da tradicional culinária das diversas nações da Áustria-Hungria, que levou o desenvolvimento de uma culinária da Europa Central na Galícia.
O século XIX também viu surgir a criação do primeiro livro de receitas da Polônia, por Lucyna Ćwierczakiewiczowa, que baseou seu trabalho nos diários da szlachta do século XVIII.

### Após a Segunda Guerra Mundial

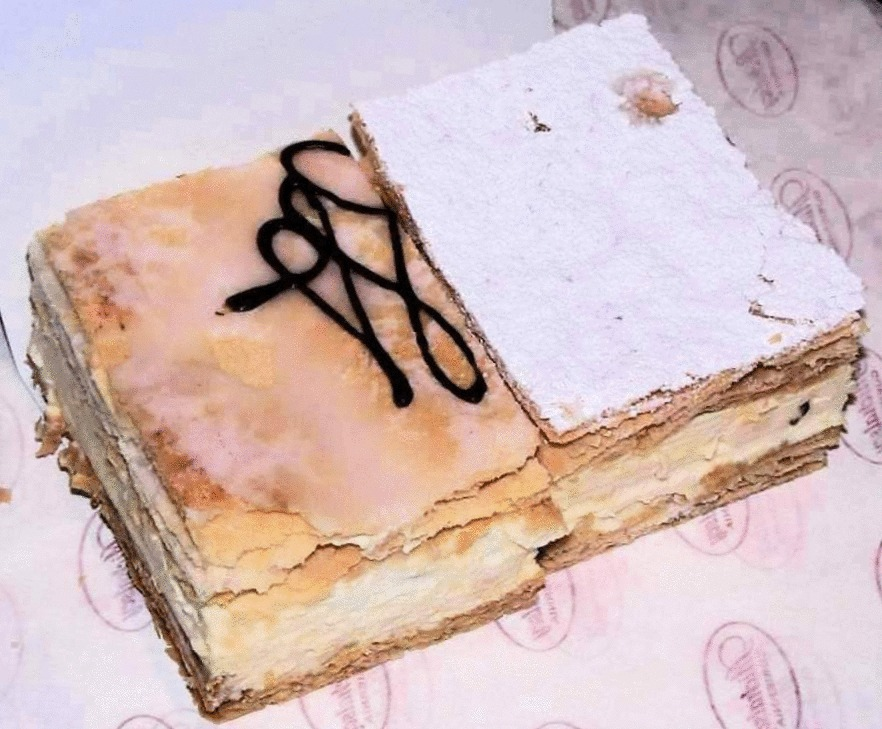
Napoleonka

Após o fim da Segunda Guerra Mundial, a Polônia ficou sob a ocupação comunista. Os restaurantes foram os primeiros a serem nacionalizados e a maioria deles foi fechada pelas autoridades. Em seu lugar, os comunistas pretendiam instalar uma rede de refeitórios para os trabalhadores das diversas companhias e locais para refeições rápidas. Os pouquíssimos restaurantes de sobreviveram nas décadas de 1940 e 1950 pertenciam ao Estado e eram inacessíveis às pessoas comuns devido aos seus altos preços. Os refeitórios ofereciam refeições baratas, incluindo sopas de todos os tipos. Um segundo prato típico consistia de costeleta servida com batatas. A kotlet schabowy é semelhante a austríaca Wiener schnitzel. Ao mesmo tempo, foi também criada a rede de restaurantes de comida rápida e barata subsidiada pelo Estado, sob a designação Bar Mleczny.
Com o tempo, a economia da escassez conduziu a ausência crônica de carne, ovos, café, chá e outros ingredientes básicos de uso diário. Esta situação conduziu, por sua vez, à substituição gradual da culinária polonesa tradicional pela comida preparada de qualquer coisa que estivesse disponível no momento. Entre os pratos populares introduzidos pelos restaurantes públicos estava uma "costeleta de ovo", um tipo de hambúrguer feito de picadinho de ovo e farinha. As receitas tradicionais foram preservadas principalmente aquelas feitas durante a Ceia de Natal (Wigilia) para a qual a maioria das famílias tentava preparar doze tipos de pratos tradicionais.

### Tempos modernos
Com o fim do comunismo na Polônia em 1989, os restaurantes começaram a ser novamente abertos e os comestíveis básicos foram novamente facilmente obtidos. Isto levou a um gradual retorno da culinária tradicional polonesa, tanto na vida familiar como nos restaurantes. Além disso, restaurantes e supermercados promoveram o uso de ingredientes típicos de outras culinárias do mundo. Dentre os novos ingredientes que passaram a ser mais utilizados na Polônia estão a abóbora, a abobrinha e todo tipo de peixe. Durante os tempos do comunismo, estavam disponíveis apenas nas regiões litorâneas.
Nos últimos anos tem-se observado a chegada do movimento Slow Food e de um número de programas de televisão dedicados à divulgação da tradicional culinária polonesa.

## Pratos famosos

### Sopas

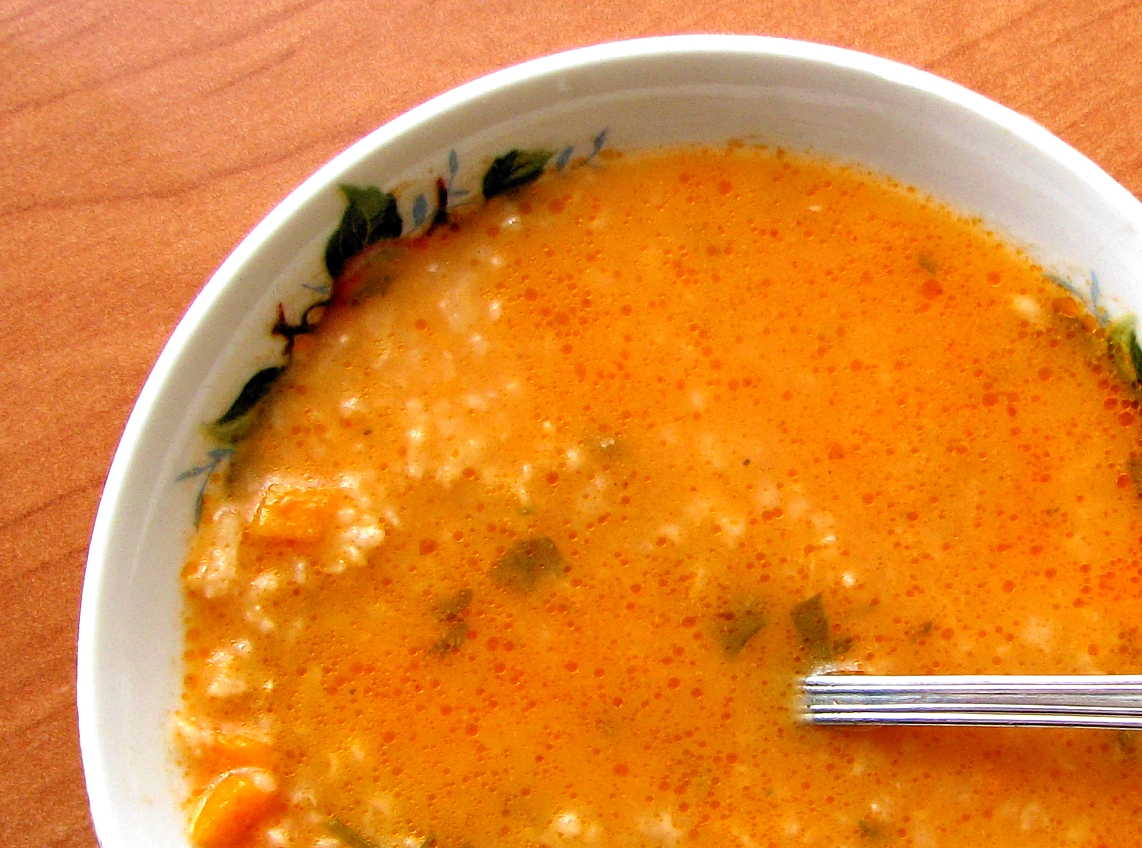
Zupa pomidorowa - sopa de tomate polonesa tradicional servida com arroz ou macarrão. É o prato de jantar mais popular na Polônia

- barszcz - sopa de beterraba, presente na culinária de todas as nações eslavas;
- chłodnik - sopa fria feita de leite azedado, folhas de beterraba, beterrabas, rabanetes, pepinos e endro fresco picado;
- czernina - sopa de sangue de pato;
- flaki - guisado de tripa de boi ou porco com orégano;
- rosół z kury - canja de galinha;
- zupa pomidorowa - sopa de tomate polaca tradicional, prato principal da cozinha polaca
- zupa grzybowa - sopa feita com várias espécies de cogumelos;
- zupa ogórkowa - sopa de pepinos em conserva, frequentemente com carne de porco;
- zupa szczawiowa - sopa de azeda (rumex acetosa) erva muito comum na Europa. Tem um sabor adocicado;
- żur - sopa de farinha de centeio fermentada com lingüiça branca e/ou ovo cozido;
- żurek - sopa grossa normalmente com batatas, carne, ovos, cenouras (um prato com ingredientes muito variáveis).

### Prato principal

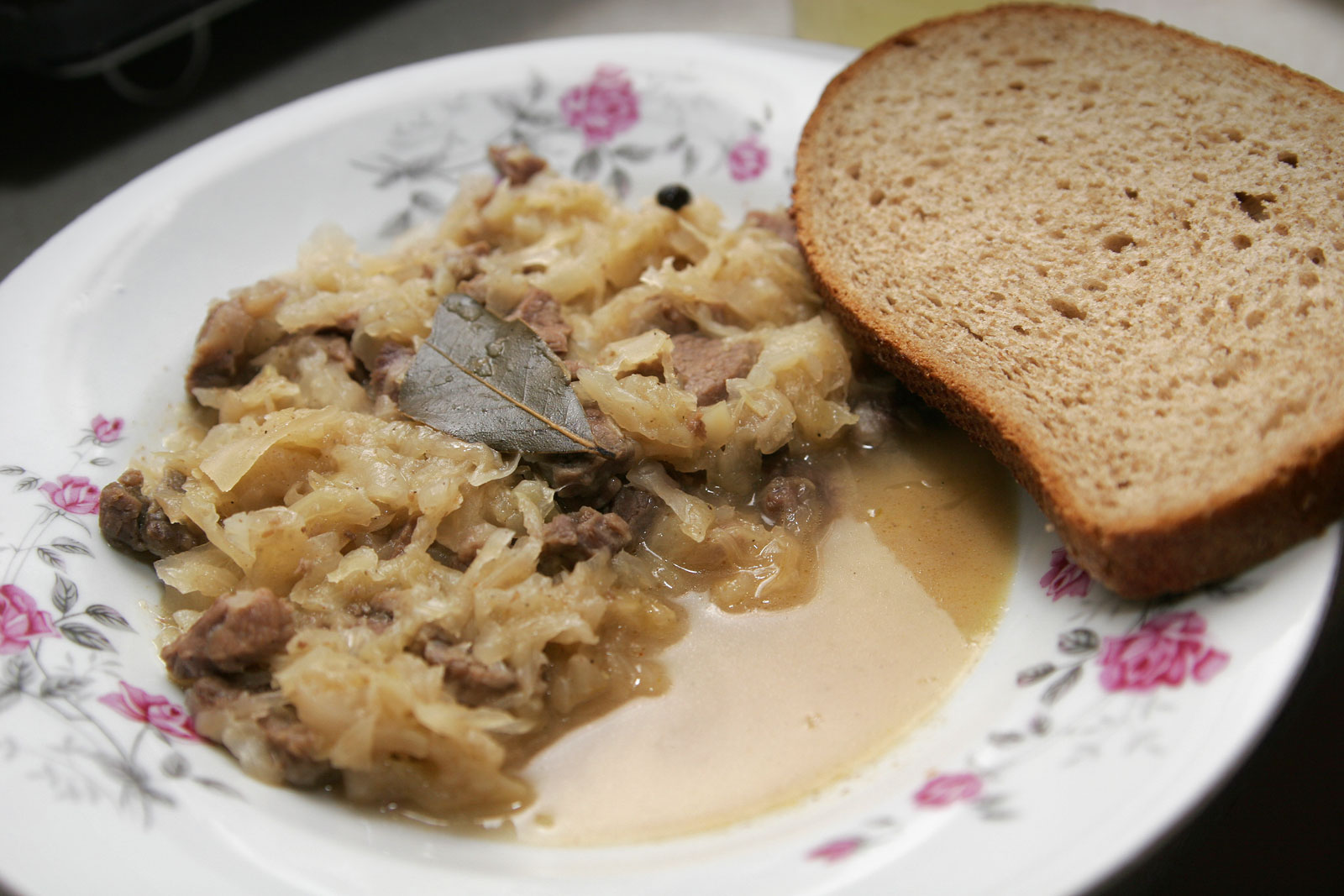
Bigos

- pierogi - bolinhos de massa, normalmente recheados com repolho e/ou cogumelo, carne, batata e/ou queijo temperado, coalho doce de queijo com uma pitada de baunilha, ou mirtilos ou outras frutas. Opcionalmente nas versões doces são cobertos com creme de leite, e açúcar;
- bigos - um guisado de repolho e carne, semelhante ao chucrute francês, mas geralmente menos ácido e acrescentado repolho branco não fermentado;
- kotlet schabowy - uma bisteca de porco, semelhante à costeleta de vitela vienense, porém mais grossa;
- kasza gryczna ze skwarkami - trigo sarraceno com costeletas, fritas na manteiga e cebola;
- kaczka z jabłkami - pato assado com maçãs;
- sztuka mięsa - um prato de carne;
- golonka - guisado de joelho de porco;
- gulasz - goulash;
- gołąbki - enrolado de folhas de repolho branco recheado com carne moída temperada, molho de tomate e arroz;
- placki kartoflane/ziemniaczane - panquecas de batatas;
- pyzy - bolinhos de massa de batata servidos sem ou com recheio de carne moída ou ricota;
- naleśniki - semelhante a crepes, e com recheio parecido ao do pierogi, algumas vezes salgados, mas a maioria das vezes recheados com queijo de coalho doce e/ou frutas, e opcionalmente cobertos com creme de leite e açúcar.

### Sobremesas
- napoleonka - torta de creme
- makowiec - bolo de sementes de papoula trituradas;
- syrop z cebuli - xarope feito de cebola e açúcar, basicamente para uso medicinal;
- chałka - pão doce de trigo branco de origem judaica;
- pączek - bolinhos de massa fritos recheados de geléia de rosas e outras frutas em conserva;
- krówki - balas macias feitas de leite;
- kisiel - geléia bem líquida feita de frutas;
- budyń - pudim aromatizado;
- drożdżówka - bolo feito com fermento;
- pierniki - bolo de gengibre recheado de geléias de frutas de vários sabores e cobertura de chocolate.
- szarlotka - torta de maçã quente (acompanhada de creme de nata e às vezes sorvete de creme).

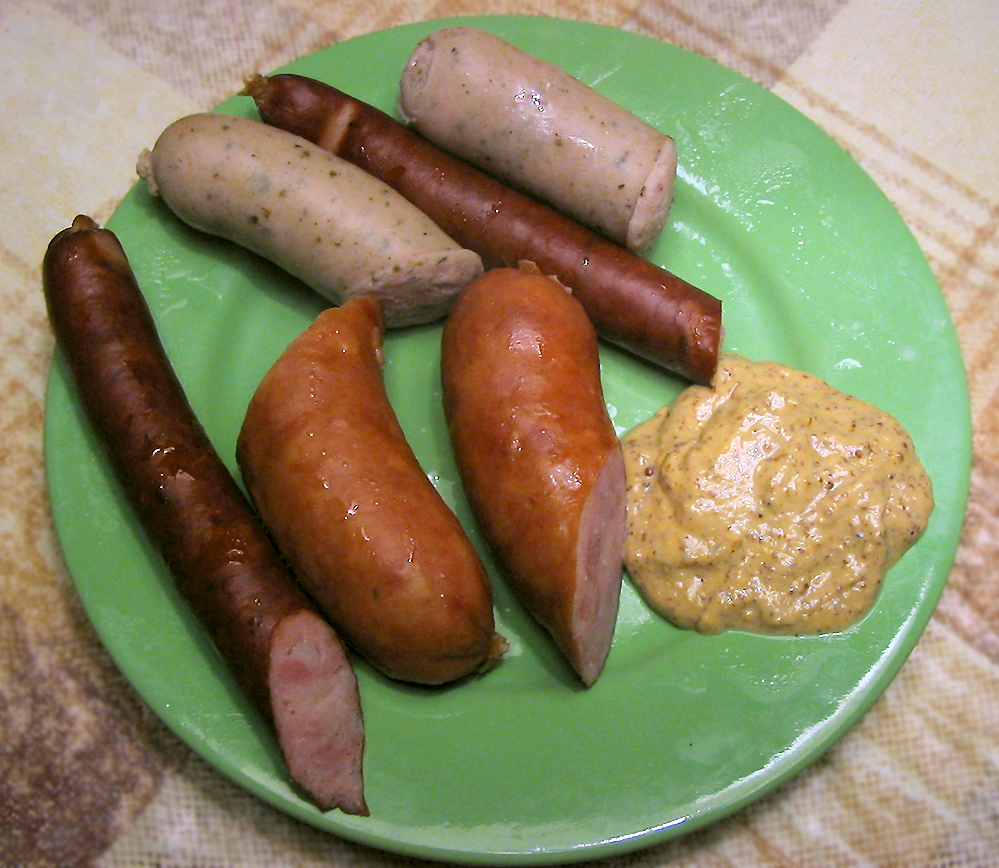
Kielbasas

### Acompanhamentos
- kapusta kiszona - repolho azedo, ou em alemão sauerkraut;
- ogórek kiszony - pepinos em conserva preparados de maneira semelhante ao sauerkraut;
- kiełbasa - linguiça polonesa. Existe uma grande variedade delas.

### Bebidas
- miód pitny - hidromel
- podpiwek - cerveja com teor muito baixo de álcool feita de pão-preto;
- wino proste - uma variedade de bebidas alcoólicas feita de sucos de frutas. Existe uma variedade incontável de tipos e nomes.

## Culinária regional
Uma lista de pratos populares de algumas regiões da Polônia:

### Galicja
- prażonki (duszonki)
- proziaki
- strudel jabłkowy - bolo de maçãs, idêntico ao apfelstrudel austríaco;
- piszyngier - bolo feito de camadas de wafer e camadas de creme ou recheado; na região de Świętokrzyskie seu nome é kajmak e é geralmente coberto de chocolate.

### Polônia Oriental

#### Kresy
- babka żółtkowa - pão-de-ló;
- bliny gryczane;

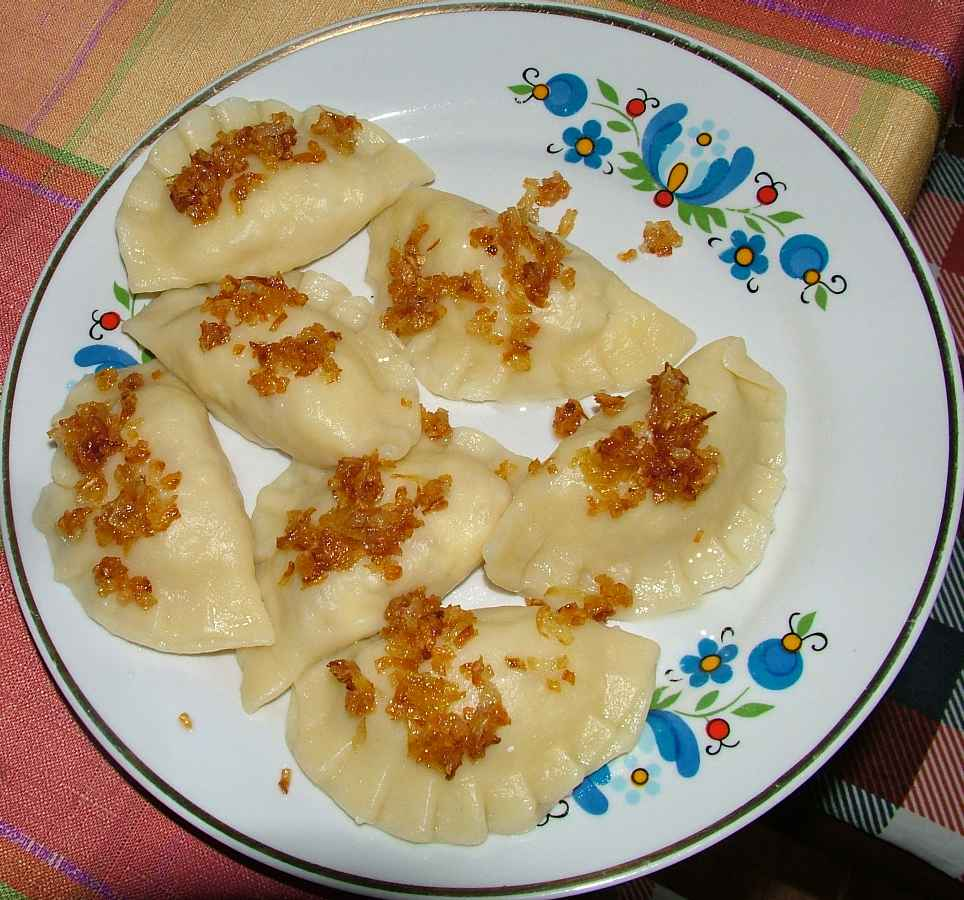
Ruskie pierogi

- cepeliny - bolinhos de massa de batata recheados de carne e orégano;
- chłodnik - sopa fria feita de leite azedado, folhas de beterraba, beterrabas, rabanetes, pepinos e endro fresco picado;
- grzyby po żmudzku - cogumelos;
- kawior z bakłażana - "caviar" de berinjela;
- kreple z lejka;
- kugiel ze skwarkami;
- kutia - prato de Natal, feito de sementes de papoula, trigo, nozes e guloseimas;
- melszpejz zaparzany z jabłek;
- pieczeń wiedźmy;
- ruskie pierogi - bolinhos de massa com queijo tipo quark e batatas;
- szodo;
- tort ziemniaczany - bolo de batatas;
- zrazy wołyńskie;
- żeberka wieprzowe po żmudzku;

#### Podlasie
- babka ziemniaczana;
- cebulniaczki;
- chleb biebrzański;
- kartacze - bolinhos de massa de batata recheados de carne e orégano;
- kiszka ziemniaczana - lingüiça de batata;
- okoń smażony, w zalewie octowej;
- zucielki;

#### Norte

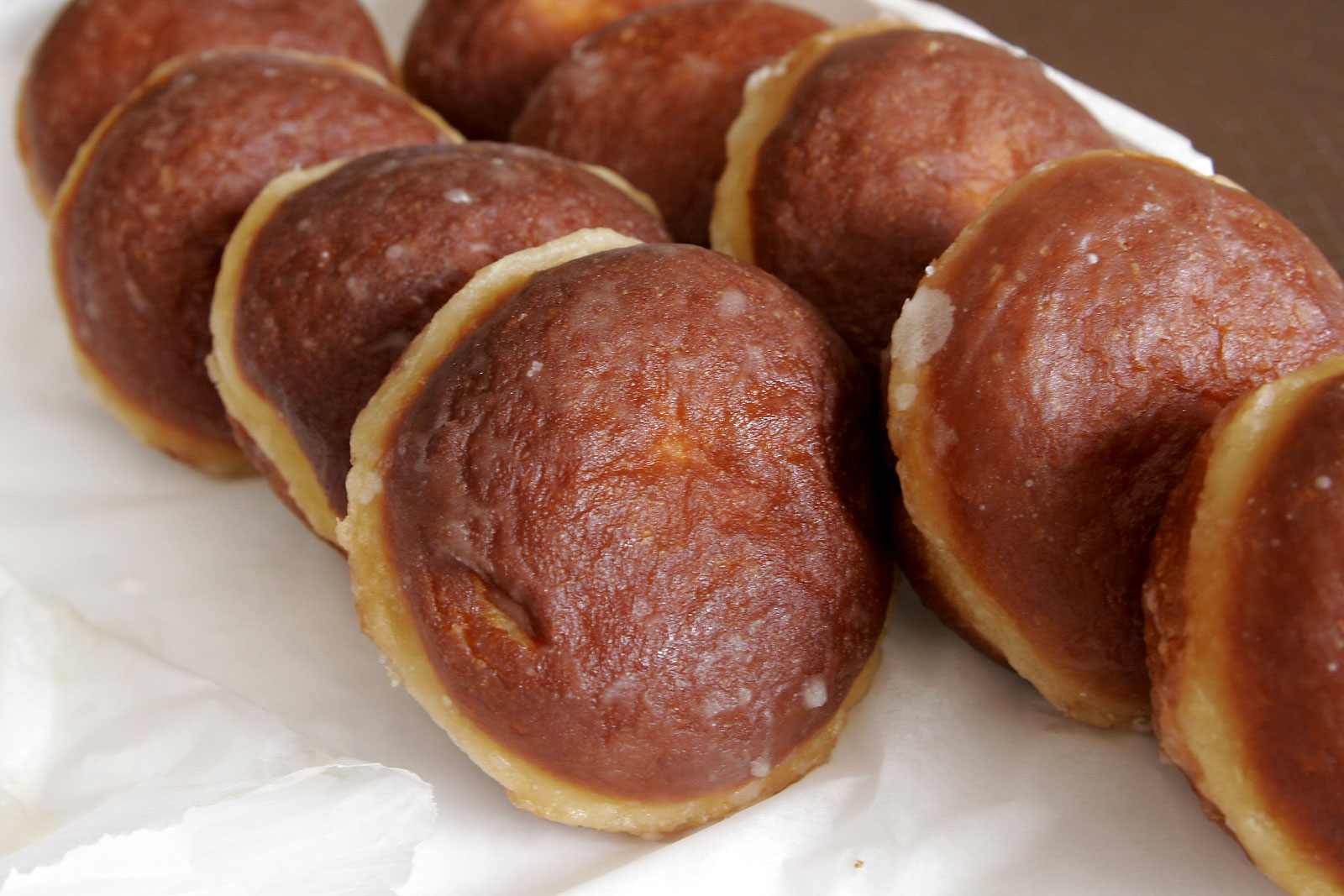
Pączki

- szpekucha - pequenos bolinhos de massa recheados com manteiga e cebola frita;

### Mazóvia(incluindoVarsóvia)
- baba warszawska - bolo de fermento;
- bułka z pieczarkami - pão recheado de champignons;
- flaczki z pulpetami (po warszawsku) - guisado de tripas com orégano e pequenos pedaços de carne;
- kawior po żydowsku - "caviar judaico" - costeletas de novilho ou fígado de aves com alho;
- pączki - rosquinha com geléia de rosas;
- pyzy z mięsem - bolinhos redondos de massa recheados de carne;
- zrazy wołowe - carne fatiada ao molho;
- zupa grzybowa po kurpiowsku (z gąsek) - sopa de cogumelos feita de Tricholoma equestre, um grande cogumelo com sabor de cereal.

### Masúria
- kartacz;

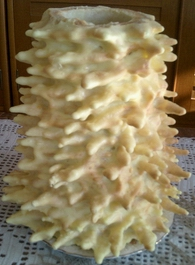
Sękacz

- sękacz - bolo montado em muitas camadas;

### Pomerânia
- pierniki - fatias de pão de gengibre com geléia de diversas frutas e coberto com chocolate;

### Silésia
- kluski śląskie (kluski é o nome popular polonês para macarrão, "śląskie" significa "silesiano (adjetivo)") - bolinhos arredondados de massa de batata servidos com molho, feito de purê de batata, um ovo e farinha de batata;
- knysza;
- krupniok - tipo de salsicha feita de condimentos e sangue de animal;
- makiełki ou moczka ou makówki - tradicional sobremesa de Ceia de Natal. Seus principais ingredientes são: bolo de gengibre, nozes e frutas secas, geléia de morango e amêndoas;
- rolada z modrą kapustą - enrolados recheados de carne com repolho vermelho, tradicionalmente acompanhados de kluski śląskie;
- siemieniotka - sopa feita de cannabis, uma dos principais pratos da Ceia de Natal;
- wodzionka ou brołtzupa (alemão: brot - pão, polonês: zupa - sopa) - sopa de alho e batatas;
- żymlok - como krupniok mas ao invés de temperos há pedaços de pão.

### Montanhas Tatra

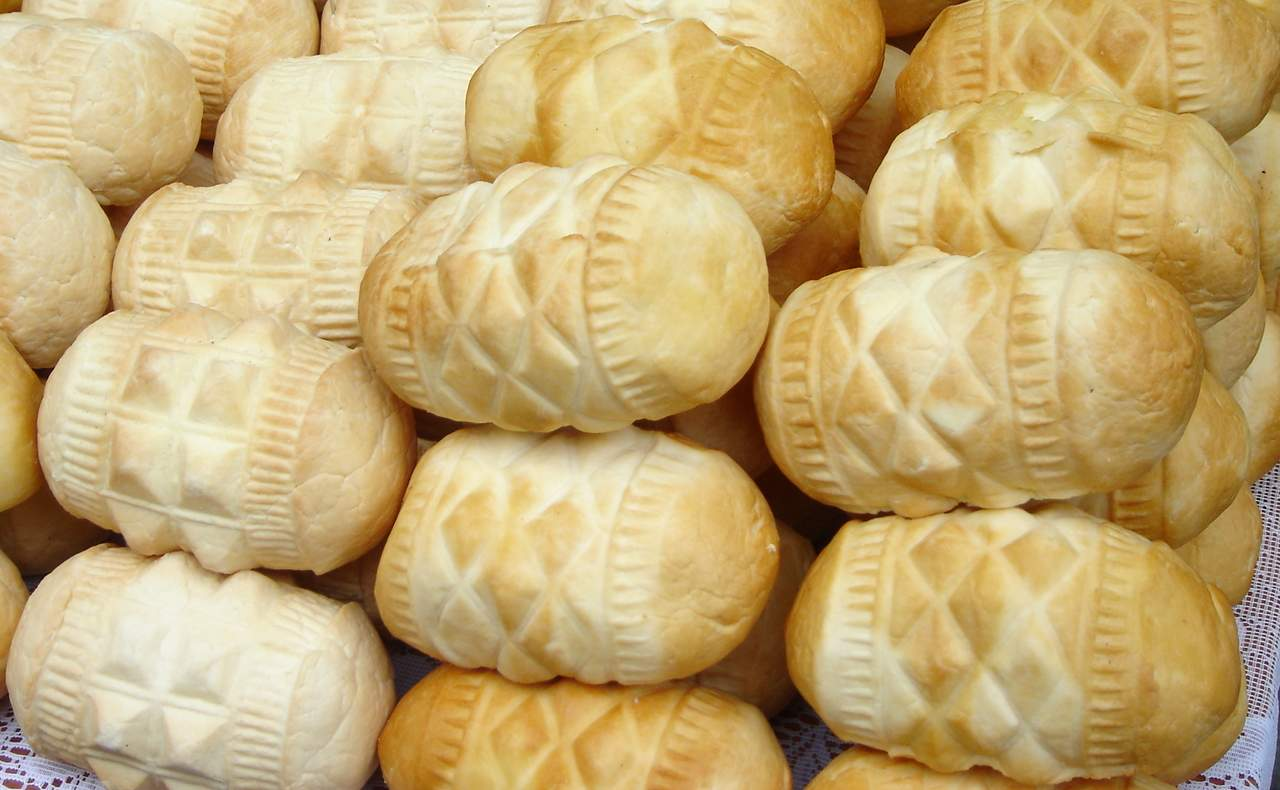
Oscypek

- kwaśnica - guisado de carne e chucrute;
- śliwowica łącka - conhaque forte (70% de álcool) de ameixas;
- oscypek - queijo duro e salgado de leite de ovelha não pasteurizado;

### Grande Polônia
- gzik - ricota e cebola;
- kluchy z łacha;
- kaczka z pyzami i modrą kapustą;
- pyry z gzikiem - batatas inteiras cozidas, descascadas antes de serem servidas com ricota e cebola;
- rogal świętomarciński - croissants recheados de sementes de papoula e amêndoas, outros tipos de nozes e passas, tradicionalmente servidos no dia 11 de novembro, dia de São Martinho de Tours;
- plendze - panquecas de batatas servidas com açúcar.